# Шахістка (фільм, 2009)
Шахістка (фр. Joueuse) — фільм режисерки Керолін Боттаро за мотивами роману Бертини Хенрікс  «La Joueuse d’échecs». Прем'єра фільму відбулася у 2009 році.

## Історія створення
За словами Керолін Боттаро, її настільки зворушила історія, викладена в романі Бертини Хенрікс, що вона вирішила зняти фільм. Ця ідея знайшла підтримку у продюсерів Домініка Беснехарда та Мішеля Феллера. Зйомки фільму проходили на острові Корсика (Франція).

## Сюжет
Елен мешкає у містечку на березі моря та працює покоївкою у невеличкому місцевому готелі. Вона також прибирає у будинку доктора Крегера, який після смерті своєї дружини живе майже відлюдником.
Одного разу у готельному номері Елен бачить, як сімейна пара грає в шахи. Їй стає цікаво і вона намагається (спочатку самотужки) навчитися цієї гри, проте не знаходить підтримки ані в чоловіка, ані у своїх приятелів. Усвідомлюючи необхідність гри з партнером, Елен звертається за допомогою до Крегера, який неохоче погоджується зіграти лише одну партію, але потім починає вчити її.
Елен настільки захоплена грою, що викликає підозри у свого чоловіка та допускає помилки на роботі.
Після розмов із чоловіком і власницею готелю, вона вирішує кинути навчання і більш не грати у шахи та несподівано знаходить підтримку у своєї доньки.
Елен повертається до навчання та має відчутні результати. Крегер рекомендує їй взяти участь у місцевому турнірі. Підтримати Елен приходять її рідні та приятелі. Вона виграє турнір. Після цього вона спілкується із Крегером, який націлює її на подальший розвиток. Згодом Елен вирушає на шаховий турнір до Парижу.

## Рецензії
В цілому фільм отримав схвальні відгуки.
На думку Роджера Еберта, кінокритика видання Chicago Sun-Times, «Шахістка» — фільм, яким потрібно насолоджуватись.
Кен Хенк, кінокритик видання Mountaun Xpress, особливо відзначив свіжість сюжету та акторське виконання.

## Нагороди та номінації
- У 2010 році фільм відзначений на міжнародному кінофестивалі у Палм-Спрінгсі, як видатний перший повнометражний фільм (Керолайн Боттаро).

- У 2010 році відзначений нагородою журі на Міжнародному кінофестивалі у Тірані за кращу акторську роль (Сандрін Бонар).